# Арита, Хатиро
Хатиро Арита (яп. 有田 八郎 Арита Хатиро:, 21 сентября 1884 года — 4 марта 1965 года) — японский политик и дипломат, занимавший пост министра иностранных дел Японии в течение трёх сроков. Он, как считается, был одним из основных авторов концепции создания Великой Восточноазиатской сферы взаимного процветания.

## Биография
Родился в посёлке Мано уезда Садо префектуры Ниигата (в настоящее время город Садо). Поступил на работу в министерство иностранных дел после окончания в 1909 году юридического факультета Токийского императорского университета и зарекомендовал себя как эксперт по азиатским вопросам. Арита был членом японской делегации на конференции по заключению Версальского мирного договора в 1919 году и в начале своей карьеры также служил в японских консульств в Мукдене и Гонолулу. В 1930 году был послом Японии в Австрии. Он вернулся в Японию в 1932 году, чтобы в течение непродолжительного времени исполнять обязанности заместителя министра иностранных дел, но вернулся в Европу в 1933 году к качестве посла Японии в Бельгии.
Арита стал министром иностранных дел в кабинете премьер-министра Коки Хироты в 1936 году и продолжал служить в этой должности в администрации Фумимаро Коноэ, Киитиро Хиранумы и Мицумасы Ёная. Он также был членом верхней палаты в парламенте Японии с 1938 года.
Арита был противником Тройственного пакта и постоянно стремился к улучшению отношений с Соединёнными Штатами. Однако с ростом власти и влияния военных в японской политике он был вынужден неоднократно идти на компромиссы.
После окончания войны Арита успешного баллотировался на место в Палате представителей в 1953 году. Он пытался баллотироваться на должность губернатора Токио в 1955 году и снова в 1959 году, но проиграл на обоих выборах. Он умер в 1965 году, его могила находится на кладбище Тама в городе Футю префектуры Токио.